# گلن مک‌ویلیامز
گلن مک‌ویلیامز (انگلیسی: Glen MacWilliams؛ ۲۱ مه ۱۸۹۸ – ۱۵ آوریل ۱۹۸۴) یک فیلم‌بردار اهل ایالات متحده آمریکا بود.

## فیلم‌شناسی
- My Boy (۱۹۲۱)
- Quicksands (۱۹۲۳)
- The Return of Peter Grimm (۱۹۲۶)
- سرمقاله (۱۹۳۱)
- والتزس از وین (۱۹۳۴)
- همیشه‌سبز (۱۹۳۴)
- قلبم ندا می‌دهد (۱۹۳۵)
- First a Girl (۱۹۳۵)
- Things Are Looking Up (۱۹۳۵)
- It's Love Again (۱۹۳۶)
- Head Over Heels (۱۹۳۷)
- معادن شاه سلیمان (۱۹۳۷)
- Gangway (۱۹۳۷)
- The Great Barrier (۱۹۳۷)
- Sailing Along (۱۹۳۸)
- The Proud Valley (۱۹۴۰)
- در لباسی خیره‌کننده (۱۹۴۱)
- Great Guns (۱۹۴۱)
- A-Haunting We Will Go (۱۹۴۲)
- قایق نجات (۱۹۴۴)
- Wing and a Prayer (۱۹۴۴)
- پیروزی در پرواز (۱۹۴۴)
- شوک (۱۹۴۶)
- It Shouldn't Happen to a Dog (۱۹۴۶)÷